# مارکومان‌ها

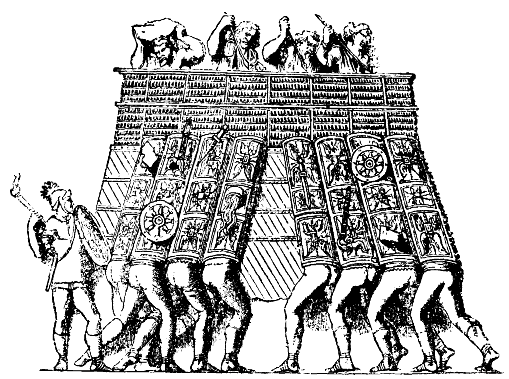
آرایش جنگی لژیونرهای رومی در تازش به یکی از دژهای مارکومان‌ها

مارکومان‌ها (به لاتین: Marcomanni، آلمانی:Markomannen) مردمانی از قبیله‌ای ژرمن و به احتمال در پیوند با بورها یا سوئبی‌ها بودند.

## ریشه‌شناسی نام
مارکومان به احتمال ریشه در دو واژهٔ نیاژرمنی مارک به معنا و همریشه با مرز و مان به معنای مرد تشکیل شده‌است. 

## تاریخچه
مارکومان‌ها در پیش از سال ۱۰۰ پیش از میلاد در کرانهٔ رود ماین جاگیرشدند. در سدهٔ نهم پیش از میلاد و زیر فشار رومیان اینان به خاور بوهم کوچیدند و به زودی به نیرویی تهدیدگر در برابر روم بدل گشتند. تاریخ نگاران رومی گزارش نموده‌اند که در سدهٔ یکم میلادی فرمانروایان مارکومان‌ها از سوی رومیان منصوب می‌گشتند. 
در سدهٔ دوم میلادی اتحادی میان مردمانی چون کوادها، وندال‌ها، سرمتیها و مارکومان‌ها برای نبرد با رومیان پدید آمد. مارکوس اورلیوس- امپراتور روم- سه سال را صرف نبرد با مارکومان‌ها نمود و سرانجام مارکومان‌ها و آنگاه هم‌پیمانانشان را درهم‌شکست. با این حال این رشته‌جنگ‌ها تا مرگ مارکوس اورلیوس در ۱۸۰ میلادی ادامه‌داشت و نتیجه‌اش پیروزی روم و تثبیت رود دانوب به عنوان مرز امپراتوری روم بود. 
بازماندگان مارکومان‌ها در میانهٔ سدهٔ چهارم میلادی به آیین مسیحیت گرویدند.